# Hikikomari Kyūketsuki no Monmon
Hikikomari Kyūketsuki no Monmon a (ひきこまり吸血姫の悶々) ist eine Light-Novel-Reihe von Kotei Kobayashi, die seit Januar 2020 in Japan erscheint. Die Romanreihe ist in den Richtungen Fantasy, Action, Comedy und Yuri zu verorten. Eine Umsetzung als Manga startete im Dezember des Jahres 2021 beim japanischen Verleger Square Enix. Eine Anime-Fernsehserie entstand im Animationsstudio Project No. 9 und startete im Oktober des Jahres 2023 im japanischen Fernsehen.
Die Handlung folgt der jungen adeligen Vampirin Terakomari Gandesblood, die sich nach einem Vorfall vor drei Jahren sozial zurückzog und sich seither in ihrem Zimmer einschloss. Eines Tages erklärt ihr Vater, dass sie von der Königin der Vampire auserwählt wurde, den sieben Generälen – dem Militärstab – des Vampirkönigreichs beizutreten.

## Handlung
Nach einem Vorfall vor drei Jahren, bei dem die junge Vampirin Terakomari Gandesblood ein Blutbad anrichtet und zahlreiche Artgenossen umbringt, zieht sich diese sozial zurück und schließt sich in ihrem Zimmer ein. Dank einer übernatürlichen Macht werden ihre Opfer nach kurzer Zeit wiederbelebt, sodass die Bevölkerung der Welt im Grunde unsterblich ist.
Seit diesem Vorfall vermeidet es Terakomari, Blut zu trinken, da dies für den Vorfall verantwortlich war. Eines Tages erhält sie von ihrem Vater die Nachricht, dass sie auf seiner Empfehlung von der Vampirkönigin Karen Helvetius in den Kreis der sieben Generäle, dem Militärrat des Vampirkönigreiches, aufgenommen werden soll. Sehr zu ihrem Missfallen, denn zum einen will sie ein ruhiges Leben führen und Romanautorin werden. Und zum anderen ist sie körperlich schwach und ängstlich. Die Truppe, die sie anführen soll, ist dafür bekannt schwache Truppenführer umzubringen. Da die Königin von Terakomaris Umständen weiß, stellt sie ihr das Vampirmädchen Villhaze, die scheinbar romantische Gefühle für Terakomari hegt, als Maid in ihre Dienste.
Schon bald muss sich Terakomari nicht nur regelmäßig auf dem Schlachtfeld beweisen, sondern auch ihre Stellung innerhalb der sieben Generäle unter Beweis stellen. Zudem scheint die terroristische Organisation Inverse Moon, die das Ziel hat, die Unsterblichkeit zu brechen und Morde zu begehen, ein Auge auf Terakomari geworfen zu haben.

## Medien

### Light-Novel
Die Romanreihe, die von Kotei Kobayashi geschrieben und von Riichu mit Illustrationen versehen wird, startete im Januar des Jahres 2020 in Japan. Die Romane erscheinen beim Verlag SB Creative und brachte bis Dezember 2023 zwölf Bände hervor. Der Roman erscheint zudem im Magazin GA Bunko des Verlages.
Der US-amerikanische Verleger Yen Press gab im August des Jahres 2021 bekannt, die Reihe in englischer Sprache zu veröffentlichen.
| Band | Veröffentlichung (Japan) | ISBN (Japan)            |
| ---- | ------------------------ | ----------------------- |
| 1    | 11. Januar 2020          | ISBN 978-4-8156-0465-3. |
| 2    | 14. Mai 2020             | ISBN 978-4-8156-0551-3. |
| 3    | 11. September 2020       | ISBN 978-4-8156-0743-2. |
| 4    | 14. Januar 2021          | ISBN 978-4-8156-0890-3. |
| 5    | 13. Mai 2021             | ISBN 978-4-8156-0985-6. |
| 6    | 14. September 2021       | ISBN 978-4-8156-1203-0. |
| 7    | 14. Januar 2022          | ISBN 978-4-8156-1378-5. |
| 8    | 13. Mai 2022             | ISBN 978-4-8156-1642-7. |
| 9    | 14. Oktober 2022         | ISBN 978-4-8156-1643-4. |
| 10   | 14. Januar 2023          | ISBN 978-4-8156-1910-7. |
| 11   | 15. Mai 2023             | ISBN 978-4-8156-2137-7. |
| 12   | 14. Oktober 2023         | ISBN 978-4-8156-2138-4. |

### Manga
Am 29. November 2021 wurde bekannt, dass die Romanreihe eine Umsetzung als Mangaserie erhält. Diese wird von Kotei Kobayashi und Richuu, die bereits an der Romanvorlage zusammenarbeiten, angefertigt und im Monthly Big Gangan des Verlages Square Enix veröffentlicht. Der Manga startete schließlich am 25. Dezember gleichen Jahres in Japan. Bis Dezember des Jahres 2023 wurden drei Bände im Tankōbon-Format veröffentlicht.
Eine englischsprachige Übersetzung des Manga erscheint seit dem 7. Oktober 2023 auf der Manga-UP-Global-App von Square Enix.
| Band | Veröffentlichung (Japan) | ISBN (Japan)            |
| ---- | ------------------------ | ----------------------- |
| 1    | 23. Juni 2022            | ISBN 978-4-7575-7986-6. |
| 2    | 25. Januar 2023          | ISBN 978-4-7575-8363-4. |
| 3    | 25. November 2023        | ISBN 978-4-7575-8919-3. |

### Anime-Fernsehserie
Am 5. Januar 2023 wurde angekündigt, dass die Romanreihe eine Umsetzung als Anime-Fernsehserie erhalten werde, in der Tomori Kusunoki, Sayuri Suzushiro und Yōko Hikasa den Charakteren Terakomari Grandesblood, Villhaze und Karen Helvetius ihre Stimme leihen werden.
Zum Produktionsteam gehören unter anderem Regisseur Tatsuma Minamikawa, Drehbuchautor Keiichirō Ōchi und Komponist Gō Shiina. Der Anime entsteht im Studio Project No. 9.
Das Musikduo fripSide interpretiert mit Red Liberation das Lied im Vorspann, während das Musikprojekt MIMiNARI gemeinsam mit Tomori Kusonoki das Stück Nemurenai im Abspann singen.
Im August des Jahres 2023 wurde angekündigt, dass die zwölf Episoden umfassende Serie am 7. Oktober im japanischen Fernsehen startet. Zwischenzeitlich gab der Streamingdienst Hidive bekannt, die Serie außerhalb Japans unter dem Titel The Vexations of a Shut-in Vampire Princess im Originalton mit englischen Untertiteln zu zeigen. Am 19. November 2024 kündigte ADN an, die Serie ab Dezember 2024 mit deutschen Untertiteln zu zeigen.

## Synchronisation
| Rolle                  | Japanische Stimme (Seiyū) |
| ---------------------- | ------------------------- |
| Terakomari Gandesblood | Tomori Kusunoki           |
| Villhaze               | Sayumi Suzushiro          |
| Sakuna Memoir          | Manaka Iwami              |
| Karen Helvetius        | Yōko Hikasa               |
| Millicent Bluenight    | Sora Amamiya              |
| Flöte Mascarail        | Riho Sugiyama             |
| Belius Innu Cerberus   | Masaaki Mizunaka          |
| Chaostel Conte         | Natsuki Hanae             |
| Arman Gandesblood      | Jun Fukushima             |

## Kritik und Erfolg
Das Werk wurde 2020 bei den elften GA Bunko Awards, bei dem mehr als 1.000 Werke eingesendet wurden, mit dem Hauptpreis ausgezeichnet.
Demelza besprach den ersten Band des Romans für das britische Onlinemagazin Anime UK News und zeigte sich positiv gegenüber den dargestellten Illustrationen, während sie die Handlung und die Charaktere eher negativ bewertete. Auch Rebecca Silverman, die den ersten Romanband für Anime News Network bewertete, mochte die Zeichnungen und beschrieb den Schreibstil als solide. Allerdings wurden auch in ihrer Besprechung die Charaktere, vor allem Komari und Villhaze, kritisiert.
Im Zuge des Fall 2023 Anime Guide von Anime News Network besprachen James Beckett, Nicholas Dupree und Richard Eisenbeis die Animepremiere. Alle drei Kritiker vergaben drei von fünf möglichen Punkten. Der Humor der Serie, sowie die gezeigten Slapstick-Einlagen, wurden gemischt bis positiv wahrgenommen. Auch der Animationsstil wurde gelobt. Negativ wurde unter anderem die Sprecherbesetzung von Tomori Kusunoki als Terakomari Gandesblood wahrgenommen, da sie den Charakter phasenweise nicht widerspiegeln kann.